# Zompzegge
Zompzegge (Carex canescens) is een soort uit het geslacht zegge (Carex).

## Determinatie
Zompzegge is een vaste, eenhuizige plant die kleine pollen vormt (ze vormt geen wortelstokken). De soort bereikt een hoogte van ± 20–50 cm. De alleen bovenaan ruwe stengel is scherp-driekantig. De bleek- of grijsgroene bladeren zijn 15–55 cm lang en 2–3 mm breed. Vaak zijn de bladeren iets gekield en slap. De onderste scheden zijn grijsbruin tot rozeachtig van kleur.
De soort bloeit in mei en juni met 3–5 cm lange bloeiwijzen, die uit vier tot zeven, 5–9 mm lange, eivormige aren bestaan. De meestal schaarse mannelijke aren zitten onder de vrouwelijke aren. Het onderste schutblad is veel korter dan de bloeiwijze. Het vruchtbeginsel heeft twee stempels. De meestal vliezige kafjes zijn witachtig of bleek geelgroen. De recht afstaande, afgeplatte, bolle, geelbruine urntjes zijn 2–2,5 mm lang, hebben een korte snavel en zijn een soort schutblaadjes die geheel om de vruchten zitten. De vrucht is een lensvormig nootje.

## Ecologie
Zompzegge is hoofdzakelijk een soort van veengronden. Ze groeit in natte, meso-oligotrofe tot oligotrofe, zure tot zwak zure, beschaduwde tot lichte milieus. Vaak gaat het om broekbossen, veenmoerassen en randen van vennen.

### Syntaxonomie
Zompzegge geldt als kensoort voor de associatie van moerasstruisgras en zompzegge (Carici curtae-Agrostietum caninae), maar komt met lagere presentie tevens voor in andere gemeenschappen uit het verbond van zwarte zegge, waaronder vooral het veenmosrietland. Onder de broekbosgemeenschappen kent de soort haar optimum in het naar haar vernoemde zompzegge-berkenbroek.

## Verspreiding
Het verspreidingsgebied van zompzegge strekt zich voor een groot deel uit over de gematigde gebieden van het noordelijk halfrond; op het zuidelijk halfrond komt zij voor op Nieuw-Guinea en het zuidoosten van Australië. Op de Azoren is de soort aangevoerd.
In Europa is zompzegge wijdverspreid. Alleen in Portugal, Moldavië, Oost-Thracië en op de eilanden van de Middellandse Zee is de soort afwezig.

## Fotogalerij

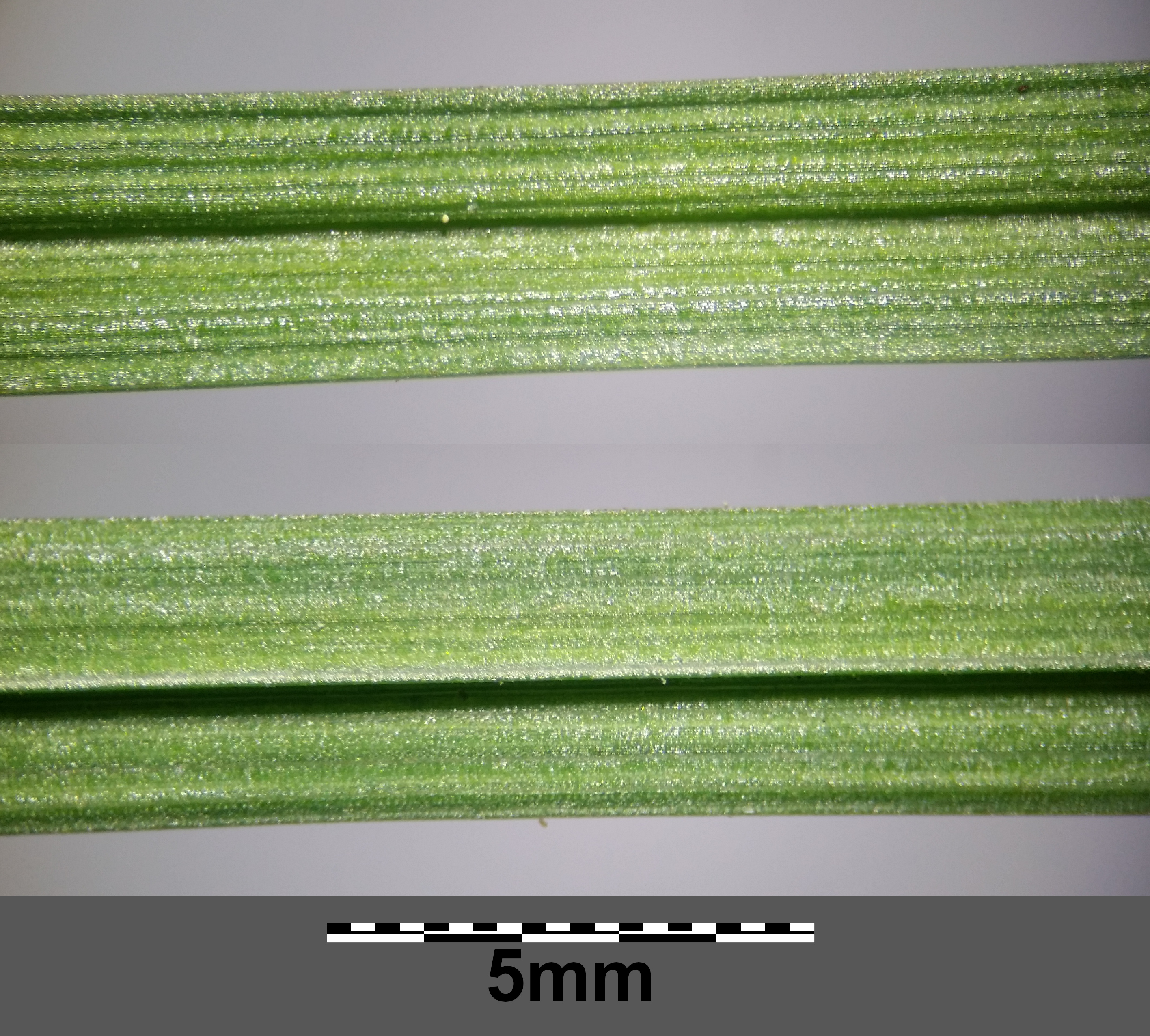
De boven- en onderzijde van de bladeren
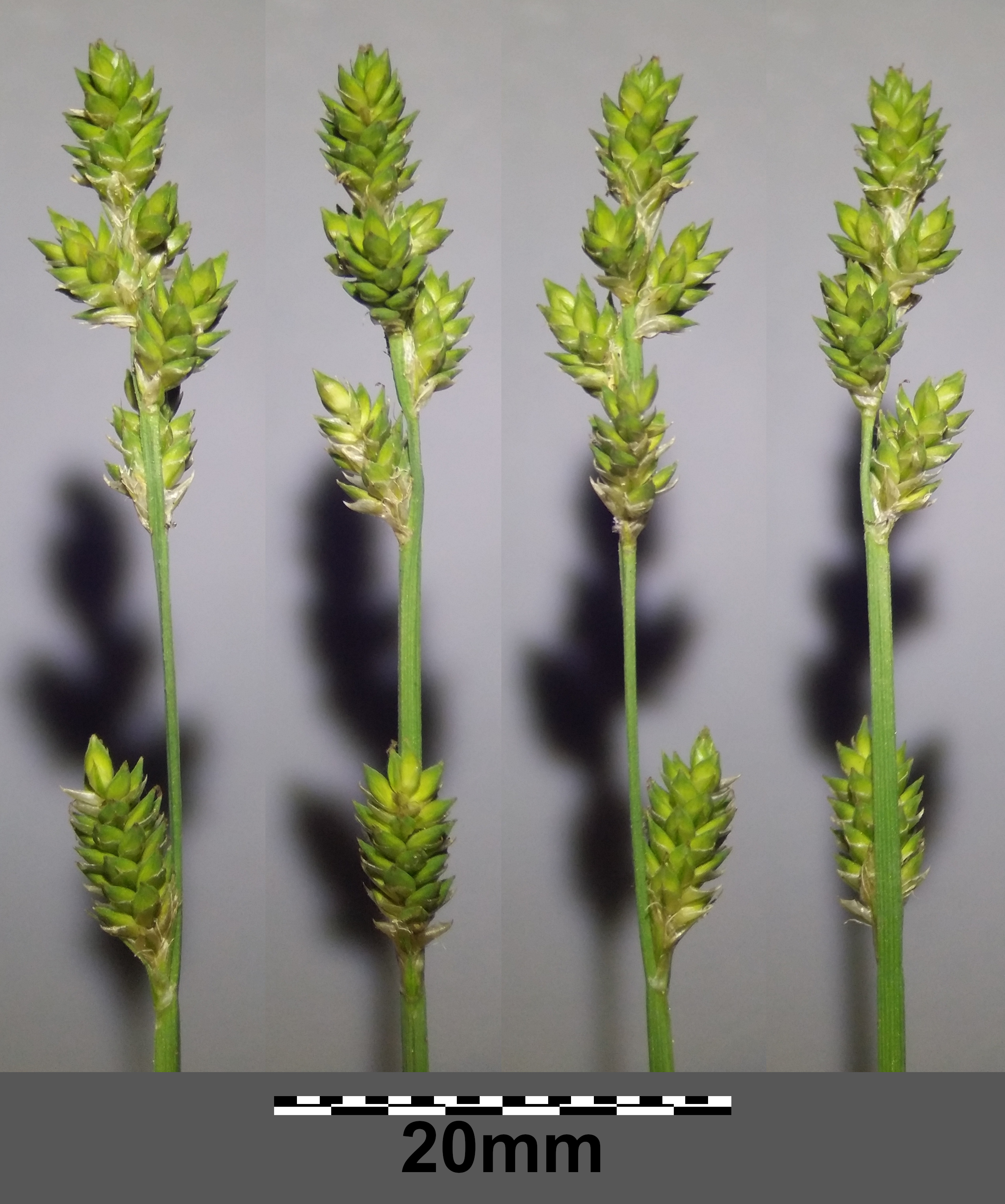
De bloeiwijze
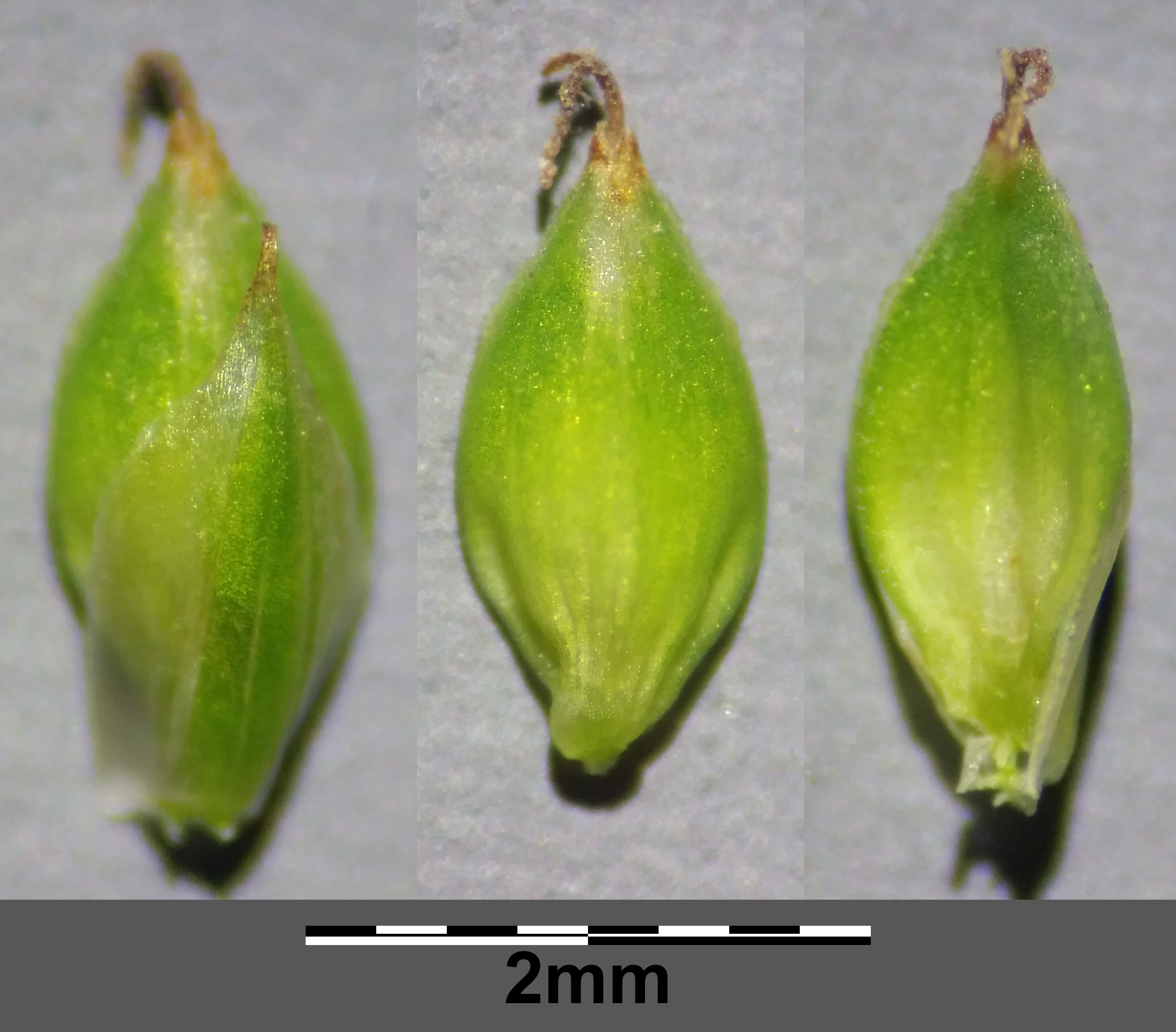
De nootjes